# Helicodontium tenerrimum
Helicodontium tenerrimum là một loài Rêu trong họ Myriniaceae. Loài này được (Broth.) Bizot mô tả khoa học đầu tiên năm 1954.